# Гончарка (Адыгея)
Гонча́рка (адыг. Гончаркэр)— посёлок в Гиагинском районе Республики Адыгея. Входит в Гиагинское сельское поселение.

## География

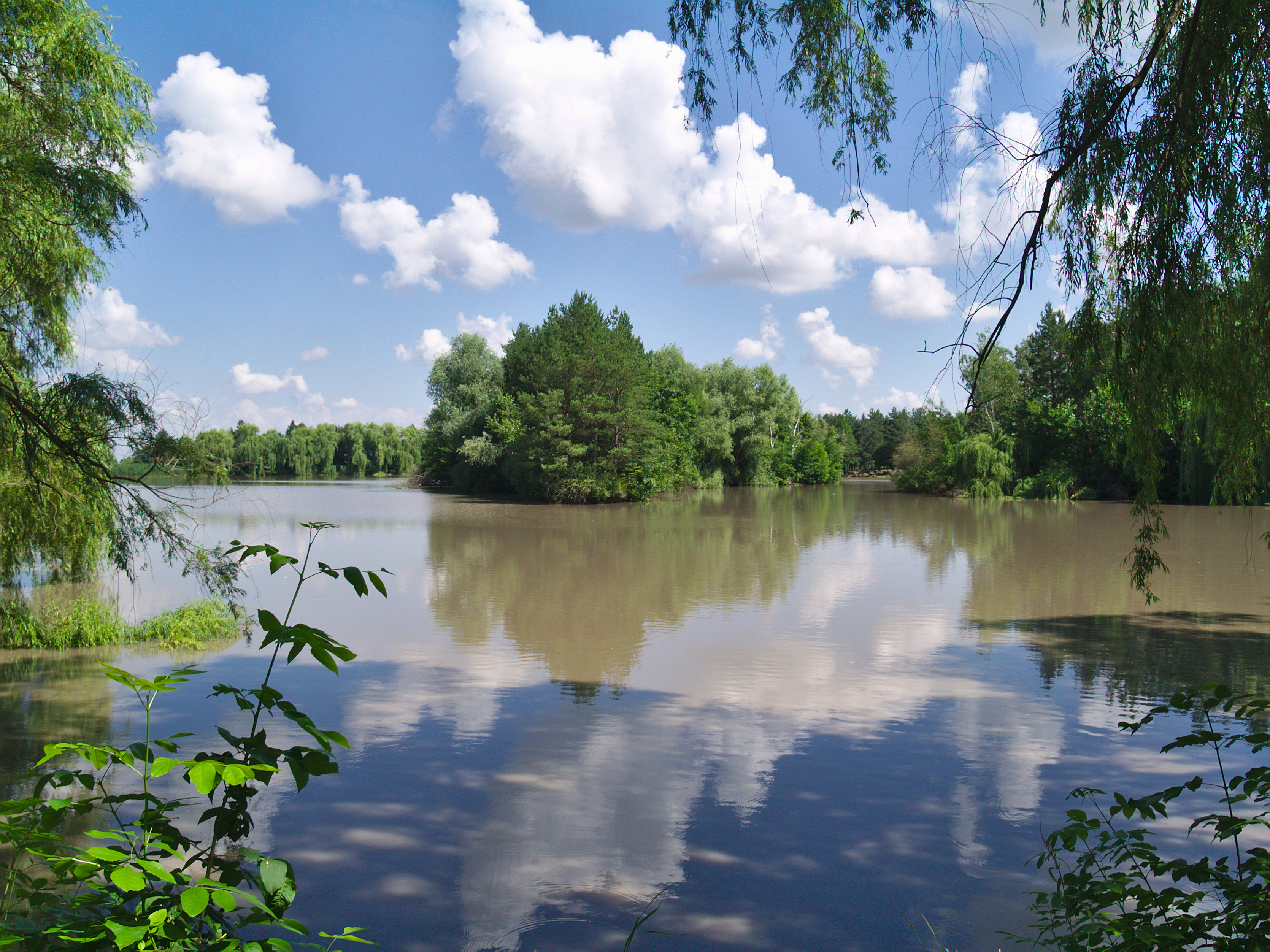
Вид на острова в Центральном пруду

Посёлок расположен в юго-западной части Гиагинского района, на левом берегу реки Сухой Келермес. Находится в 12 км к юго-западу от районного центра — станицы Гиагинская, в 7 км к востоку от города Белореченск и в 30 км к северо-западу от республиканской столицы — Майкоп. Через центр посёлка проходит железнодорожная линия Кошехабль—Белореченская, на которой функционирует железнодорожная станция Гончарка.
Площадь территории хутора составляет — 2,25 км2, на которые приходятся 0,90 % от общей площади сельского поселения.
Ближайшие населённые пункты: Белореченск на западе, Степной на севере, Гиагинская на северо-востоке, Черёмушкин на юго-востоке и Подгорный на юге.
Населённый пункт расположен на Закубанской наклонной равнине, в переходной от равнинной в предгорную зоне республики. Средние высоты на территории посёлка составляют 153 метра над уровнем моря. Рельеф местности представляет собой в основном предгорные волнистые равнины, с различными холмисто-бугристыми и курганными возвышенностями и с общим уклоном с юго-запада на северо-восток. Долины рек изрезаны балками и понижениями.
Гидрографическая сеть в основном представлена рекой Сухой Келермес, в долине которого расположен озёро Птичник. У западной окраины посёлка, в дендрологическом парке расположен Центральный пруд, а к югу от посёлка протекает река Псенафа.
Климат мягкий умеренный, с жарким летом и прохладной зимой. Среднегодовая температура воздуха положительная и составляет около +11,5°С. Среднемесячная температура воздуха в июле достигает +23,0°С. Среднемесячная температура января составляет около 0°С. Среднегодовое количество осадков составляет около 750 мм. Основная часть осадков выпадает в период с мая по июль.

## История

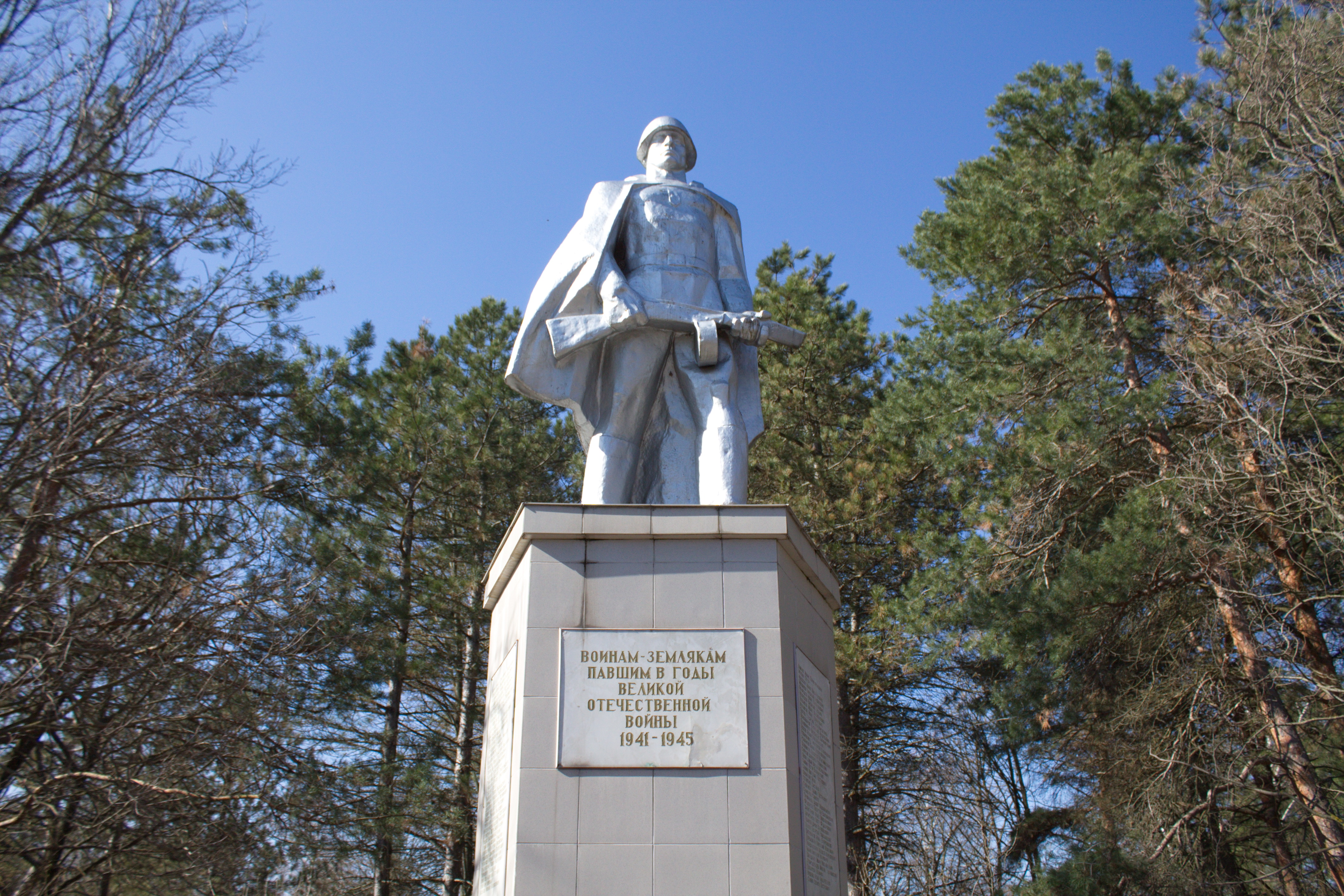
Мемориал воинам-землякам, павшим в годы ВОВ

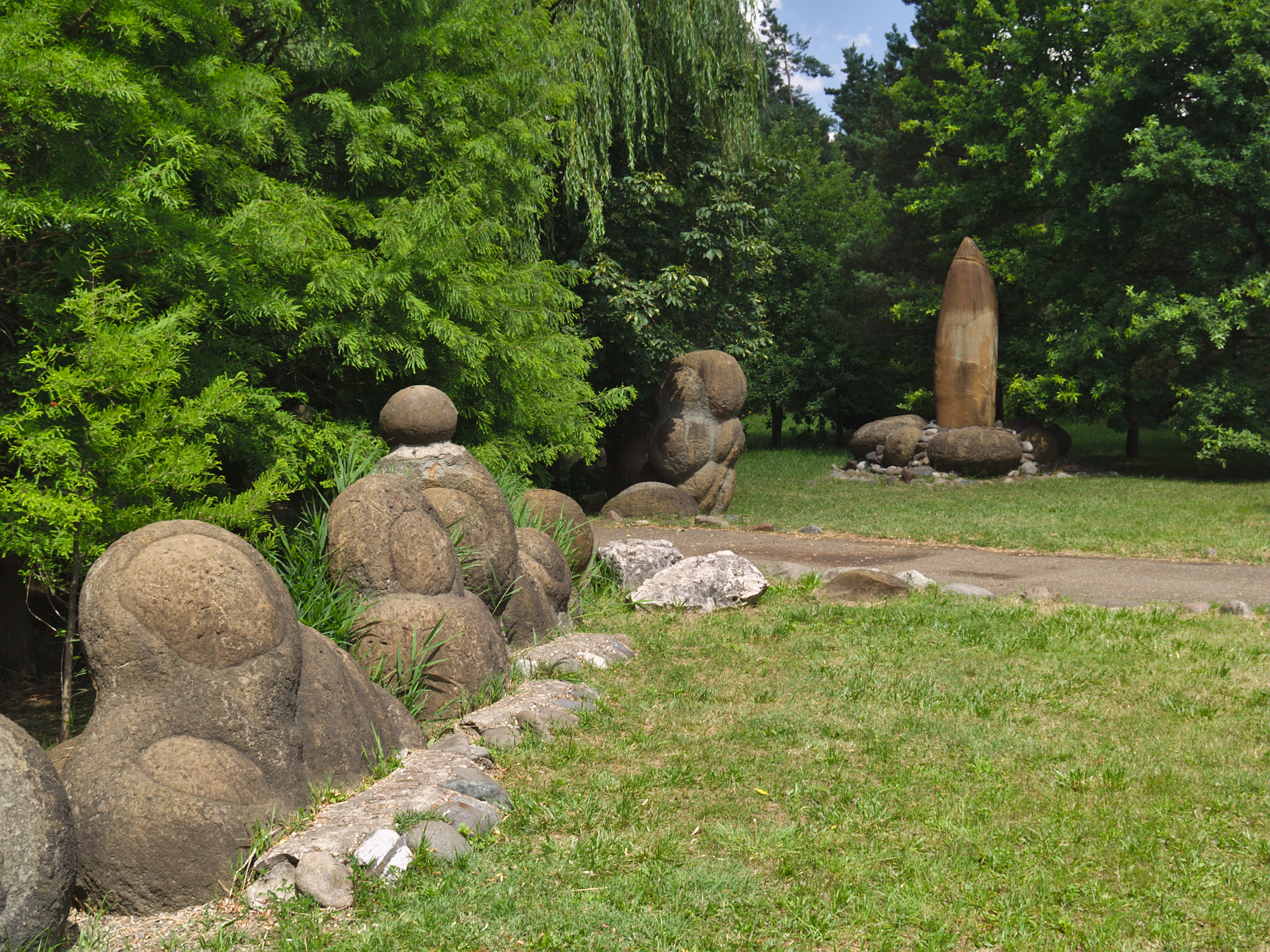
Сад Камней в дендропарке

В 1929 году на разъезде Гончарка был основан совхоз «Скотовод». В 1930 году совхоз представлял собой объединёние хозяйств «Труд» и «Бжедуховское» и назывался «Зернотрестом».
До 1932 года площадь совхоза составляла около 30 000 га. Разводили овец, лошадей, крупный рогатый скот и выращивали зерновые культуры. Постепенно в совхозе стали строить жилые дома, из-за того, что совхозное управление находилось в Майкопе.
В 1932 году совхоз был преобразован в совхоз «Сахартрест», затем в совхоз «Лубтрест» и позднее в Центральную усадьбу совхоза Гиагинская.
До 1951 года совхоз сохранял животноводческое направление, позднее выращивал лекарственные травы: шалфей, мяту, белладонну.
В 1959 году Центральной усадьбе совхоза Гиагинская было присвоено статус посёлка и переименована в Гончарку.
В 1972 году в посёлке была открыта школ, в 1975 году открыт клуб на 500 мест, а позже построены детский сад и участковая больница.
Всё самое значимое для совхоза связано с именем директора П. В. Букреева. В 1970 году под руководством Петра Васильевича был заложен дендропарк, ныне носящий его имя.

## Население
| 2002  | 2010  | 2013  | 2014  | 2015  | 2016  | 2017  |
| ----- | ----- | ----- | ----- | ----- | ----- | ----- |
| 1587  | ↘1537 | ↘1530 | ↘1512 | ↗1514 | ↘1500 | ↘1486 |
| 2018  | 2019  | 2020  | 2021  | 2023  | 2024  |       |
| ↘1472 | ↗1498 | ↗1500 | ↗1609 | ↗1622 | ↘1593 |       |

Плотность — 708 чел./км2.
Национальный состав
По данным Всероссийской переписи населения 2010 года:
| Народ    | Численность, чел. | Доля от всего населения, % |
| -------- | ----------------- | -------------------------- |
| русские  | 1 406             | 91,5 %                     |
| армяне   | 42                | 2,7 %                      |
| украинцы | 25                | 1,6 %                      |
| другие   | 64                | 4,2 %                      |
| всего    | 1 537             | 100 %                      |

Мужчины — 711 чел. (46,3 %). Женщины — 826 чел. (53,7 %).

По данным Всероссийской переписи населения 2021 года:
| Народ               | Численность, чел. | Доля от всего населения, % |
| ------------------- | ----------------- | -------------------------- |
| русские             | 1 538             | 95,59 %                    |
| армяне              | 23                | 1,43 %                     |
| другие / не указано | 48                | 2,98 %                     |
| всего               | 1 609             | 100,0 %                    |

## Дендрологический парк
Весной 1970 года начал свою историю дендрологический парк (ныне носящий имя Букреева П. В.). Тогда в нескольких километрах от усадьбы совхоза «Гиагинский» была заложена база отдыха «Берёзовая».
Спустя два года саженцы деревьев были высажены на территории зоны отдыха «Дальняя». А в конце 1976 года на окраине поселка Гончарка появились первые саженцы, в настоящее время являющаяся ядром дендропарка.
8 января 1986 года исполнительный комитет Гиагинского районного совета объявил зоны отдыха «Дальняя» и «Берёзовая» — государственными памятниками природы, с установлением заповедного режим. 16 ноября 1989 года на XII сессии ботанических садов Северного Кавказа, зонам отдыха придали статус дендрологического парка «Гиагинский», с последующим включением в состав регионального Совета ботанических садов С.К. 24 октября 1997 года дендропарку было присвоено статус особо охраняемой природной территории.
В настоящее время дендрологический парк состоит из пяти участков — Берёзовая Роща, Дальняя, Медовая, Сухой Келермес и Центральная, в которых произрастает около 300 видов различных древесных растений.
Прибрежная территория парка усеяна окаменелостями аммонитов, некогда обитавших на дне древнего океана. Кроме того в Центральном участке расположен — Сад Камней.

## Инфраструктура
- Детский сад № 8 «Берёзка»
- Средняя общеобразовательная школа № 6
- Фельдшерско-акушерский пункт
- Сельский дом культуры

## Улицы
| 2 Отделение     |
| Больничная      |
| Бригадная       |
| Гиагинская      |
| Железнодорожная |
| Западная        |
| Международная   |

| Молодёжная  |
| Некрасова   |
| Новаторов   |
| Новая       |
| Отдыха      |
| Почтовая    |
| Профсоюзная |

| Садовая     |
| Совхозная   |
| Степная     |
| Центральная |
| Черёмушки   |
| Школьная    |